# Astarte willetti
Astarte willetti är en musselart som beskrevs av Dall 1917. Astarte willetti ingår i släktet Astarte och familjen Astartidae. Inga underarter finns listade i Catalogue of Life.